# Dinggyê

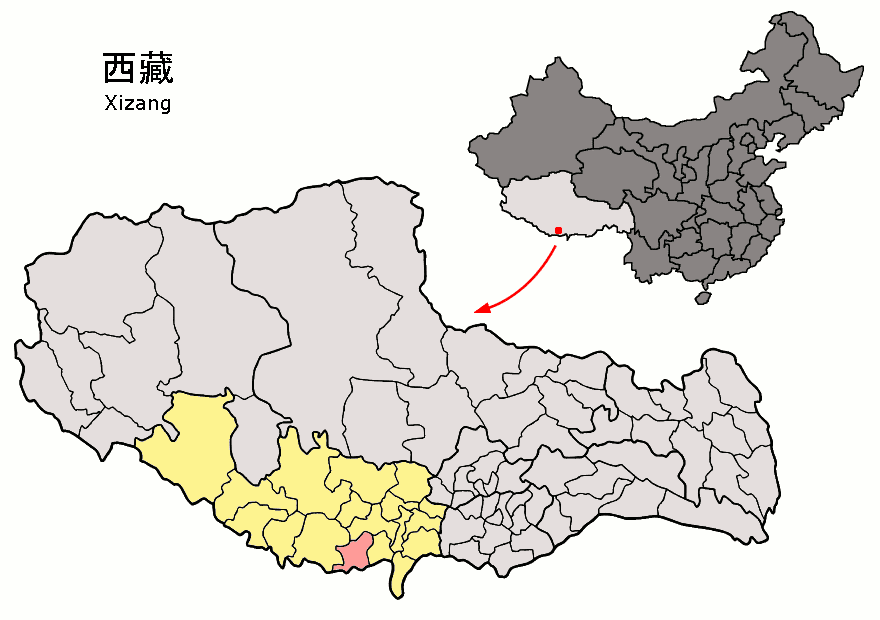
Lage des Kreises Dinggyê (rosa) im Verwaltungsgebiet der Stadt Xigazê (gelb)

Dinggyê (tibetisch: གདིང་སྐྱེས་རྫོང་, Umschrift nach Wylie: gding skyes rdzong, auch Dingkye Dzong, chinesisch 定结县, Pinyin Dìngjié Xiàn) ist ein Kreis im Süden der bezirksfreien Stadt Xigazê im Autonomen Gebiet Tibet der Volksrepublik China. Die Fläche beträgt 5.813 Quadratkilometer und die Einwohnerzahl 20.362 (Stand: Zensus 2020). 1999 zählte Dinggyê 17.836 Einwohner.

## Administrative Gliederung
Auf Gemeindeebene setzt sich der Kreis aus drei Großgemeinden und sieben Gemeinden zusammen. Diese sind (Pinyin/chin.)
- Großgemeinde Jiangga 江嘎镇
- Großgemeinde Riwu 日屋镇
- Großgemeinde Chentang 陈塘镇

- Gemeinde Guojia 郭加乡
- Gemeinde Sa’er 萨尔乡
- Gemeinde Qiongzi 琼孜乡
- Gemeinde Dingjie 定结乡
- Gemeinde Quebu 确布乡
- Gemeinde Duobuzha 多布扎乡
- Gemeinde Zhaxigang 扎西岗乡